# Ellen Müller-Preis
Ellen S. Müller-Preis (Charlottenburg, 6 mei 1912 - Wenen, 18 november 2007) was een Oostenrijks schermster en hoogleraar.
Müller-Preis werd geboren in Duitsland, haar vader was een Oostenrijker en op dertienjarige leeftijd emigreerde zij naar Oostenrijk.
Müller-Preis nam vijfmaal deel aan de Olympische Zomerspelen en won drie medailles, bij haar debuut in 1932 de gouden medaille en in 1936 en 1948 de bronzen medaille. De spelen van 1940 en 1944 gingen niet door vanwege de Tweede Wereldoorlog. Müller-Preis werd driemaal wereldkampioen individueel.
Müller-Preis was hoogleraar aan de Universität für Musik und darstellende Kunst Wien.

## Resultaten

### Olympische Zomerspelen
| Jaar | Plaats      | Resultaten      |
| ---- | ----------- | --------------- |
| 1932 | Los Angeles | floret          |
| 1936 | Berlijn     | floret          |
| 1948 | Londen      | floret          |
| 1952 | Helsinki    | HF poule floret |
| 1956 | Melbourne   | 7e floret       |

### Wereldkampioenschappen schermen
| Jaar | Plaats      | Resultaten  |
| ---- | ----------- | ----------- |
| 1937 | Parijs      | floret      |
| 1947 | Lissabon    | floret      |
| 1949 | Caïro       | floret      |
| 1950 | Monte Carlo | floret      |
| 1957 | Parijs      | floret team |

1924: Ellen Osiier ·
1928: Helene Mayer ·
1932: Ellen Preis ·
1936: Ilona Elek ·
1948: Ilona Elek ·
1952: Irene Camber ·
1956: Gillian Sheen ·
1960: Heidi Schmid ·
1964: Ildikó Uslaky-Rejtő ·
1968: Jelena Novikova ·
1972: Antonella Ragno-Lonzi ·
1976: Ildikó Schwarczenberger ·
1980: Pascale Trinquet ·
1984: Luan Jujie ·
1988: Anja Fichtel ·
1992: Giovanna Trillini ·
1996: Laura Badea ·
2000: Valentina Vezzali ·
2004: Valentina Vezzali ·
2008: Valentina Vezzali ·
2012: Elisa Di Francisca ·
2016: Inna Deriglazova ·
2020: Lee Kiefer ·
2024: Lee Kiefer